# Zemun Polje

Iglesia de San Lázaro

Zemun Polje (en serbio: Земун Поље) es un barrio de Belgrado, Serbia localizado dentro del municipio de Zemun.

## Ubicación
El barrio está situado entre la autopista y la vía férrea Belgrado-Novi Sad y al oeste con Nova Galenika y Batajnica. Durante décadas fue un municipio independiente de la capital serbia hasta que a finales de los años 90 fue incorporada a la ciudad. 
La zona dispone de una importante zona industrial al este de Nova Galenika.